# Ophiomyia subpraecisa
Ophiomyia subpraecisa este o specie de muște din genul Ophiomyia, familia Agromyzidae, descrisă de Spencer în anul 1986.
Este endemică în Colorado. Conform Catalogue of Life specia Ophiomyia subpraecisa nu are subspecii cunoscute.